# شهرستان کاس (میزوری)
شهرستان کاس، میزوری (به انگلیسی: Cass County, Missouri) یک سکونتگاه مسکونی در ایالات متحده آمریکا است که در میزوری واقع شده‌است.